# 硝酸ポロニウム(IV)
硝酸ポロニウム(IV)(Polonium tetranitrate)は、ポロニウムと硝酸の塩であり、化学式はPo(NO3)4である。
放射性を持っており、白色結晶となる。

## 合成
濃硝酸に金属ポロニウムを溶解させる。
{\displaystyle {\mathsf {Po+8HNO_{3}\ {\xrightarrow {}}\ Po(NO_{3})_{4}+4NO_{2}\uparrow +4H_{2}O}}}

## 物理的性質
白色または無色の結晶を作る。
加水分解を伴って、水に溶ける。

## 化学的性質
希硝酸中で、不均化する。
It disproportionates in aqueous weakly acidic nitric acid solutions:
{\displaystyle {\mathsf {2Po(NO_{3})_{4}+2H_{2}O\ {\xrightarrow {}}\ PoO_{2}(NO_{3})_{2}\downarrow +Po^{2+}+2NO_{3}^{-}+2HNO_{3}}}}
ポロニウムイオン(2+)は、硝酸で酸化され、ポロニウム4+)になる。+).